# قياس الارتفاع
الرزَانَة أو قياس الارتفاع هو قياس ارتفاع وعمق التضاريس بالنسبة لمتوسط مستوى سطح البحر. قد تتخذ الارتفاعات قيمًا موجبة أو سلبية (تحت مستوى سطح البحر). يُفترض أن يكون التوزيع ثنائي النسق بسبب الاختلاف في الكثافة بين القشرة القارية الأخف والقشرة المحيطية الأكثر كثافة.

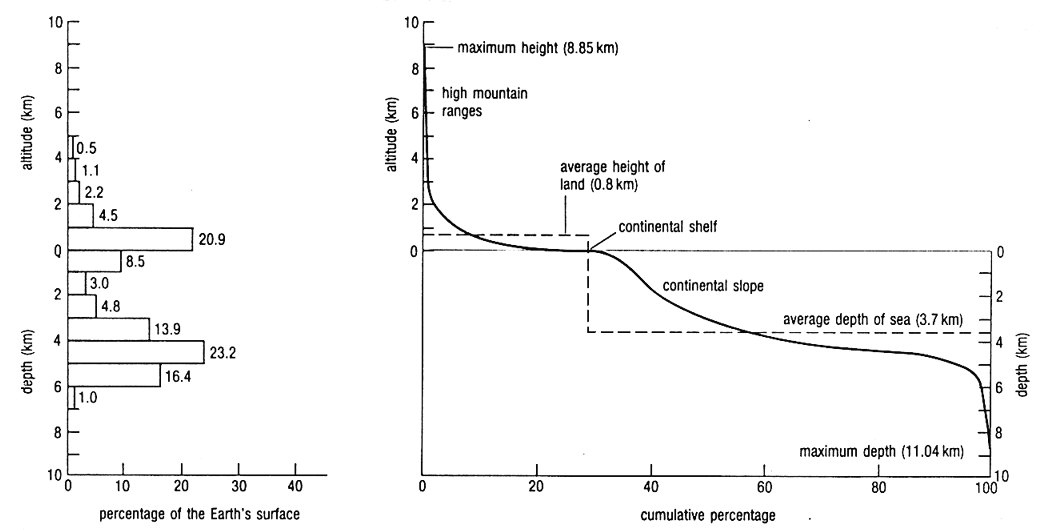
بيان ارتفاع تضاريس الأرض. لاحظ أن الأرض بها قمتان في الارتفاع واحدة للقارات والأخرى لقاع المحيط.